# Истрана
Истрана (итал. Istrana) — коммуна в Италии, располагается в провинции Тревизо области Венето.
Население составляет 8223 человека (на 2004 г.), плотность населения составляет 299 чел./км². Занимает площадь 26 км². Почтовый индекс — 31036. Телефонный код — 0422.
Покровителем коммуны считается святой Иоанн Креститель. Праздник святого ежегодно отмечается 24 июня.

## Города-побратимы
- Гренад (Франция, с 1989)